# 朝比奈信置
朝比奈 信置（あさひな のぶおき）は、戦国時代から安土桃山時代にかけての武将。今川氏、甲斐武田氏の家臣。庵原城主。名は元長、政貞とも言われる。

## 生涯

### 今川家の時代
朝比奈家の出自であるが、今川義元・氏真父子を支えた朝比奈泰能や泰朝父子とは別系統とされる。現在の静岡市清水区所蔵の『朝比奈系譜』によると、信置は朝比奈元長（親徳）の嫡子とされている。ただし、その後の研究によって信置の父の正しい名前は「親徳」であることが確定したことで、「元長」は信置の今川家臣時代の名前だったのではないか、とする説もある。
天文17年（1548年）の小豆坂の戦いでは先陣を務め、手柄を立てた。また、『甲陽軍鑑』によれば、山本勘助を義元に推挙した人物とされる。
永禄12年（1569年）、武田信玄の駿河侵攻に際して武田方に帰属する。

### 甲斐武田家の時代
信置は武田信玄から庵原領を与えられ、「信」の文字を一字拝領し、駿河先方衆筆頭（150騎持）として重用された。庵原城領の信置は遠江国高天神城領の小笠原信興と共に武田勝頼期に追認された在城主の典型例と評されている。庵原郡の江尻城は武田氏の駿河支配拠点で穴山信君が城代となっており、穴山氏は庵原郡一円に支配を及ぼし支城領としての「江尻領」を形成していたともいわれる。
天正3年（1575年）の長篠の戦いに従軍し、天正8年（1580年）には持船城の城代にもなった。

#### 武田征伐
天正10年（1582年）2月から織田信長・徳川家康連合軍による武田征伐が開始されると、持船城は徳川軍に攻められて2月21日に開城する。庵原山城も徳川軍に落とされた。武田勝頼が自刃して武田家が滅亡した後の4月8日、織田信長の命令により自刃した。享年55。嫡子・信良も甲斐武田家滅亡の際に諏訪で織田軍によって殺されている。一族では、三男朝比奈宗利が徳川家康幕下に入り、持船城城代となり、この系譜が江戸時代に続いた。

## 人物
『甲陽軍鑑』では信置は用兵に長けた軍略家で、武田家譜代の重臣からも敬意を払われていた旨が記されている。また駿河守の官位から武田家の板垣信方、毛利家の吉川元春と共に「戦国の三駿河」と称された。

## 系譜
- 父：朝比奈元長（?-1566）
- 母：不詳
- 室：不詳
  - 男子：朝比奈信良（?-1582）
  - 男子：朝比奈元永
  - 男子：朝比奈宗利
  - 男子：朝比奈信清